# Janez Krizostom Pohlin
Janez Krizostom Pohlin, slovenski rimskokatoliški duhovnik, * 10. januar 1780, Kamnik, † 17. januar 1850, Ljubljana.  
Rodil se je v družini kovača Jakoba Pohlina, ki je bil sorodnik Marka Pohlina. Mati mu je bila Marjeta (priimek ni znan). V Ljubljani je leta 1799 končal gimnazijo, nato študiral filozofijo (1799–1801) in bogoslovje (1801–1805). Posvečen je bil 22. avgusta 1805. Nato je ves čas služboval pri Sv. Jakobu v Ljubljani: od jeseni 1805 kot kooperator, od septembra 1810 kot župnik. Veljal je za človekoljuba, neutrudnega dušnega pastirja in odličnega nemškega cerkvenega govornika. Umrl je za posledicami tifusa, ki se ga je nalezel v vojaški bolnišnici.